# 高橋忠一
高橋 忠一（たかはし ちゅういち、1960年5月31日 - ）は、群馬県出身の元プロ野球選手（外野手）。右投左打。

## 来歴・人物
前橋工業高では、1978年夏の甲子園県予選決勝に進出するが、エース木暮洋を擁する桐生高に惜敗し甲子園出場を逸する。
高校卒業後は、社会人野球の東京ガスに入社。1980年の都市対抗野球からチームは同大会に3年連続出場し、1981年からメンバー入り。
1983年のプロ野球ドラフト会議でロッテオリオンズから6位指名を受け入団。
プロ1年目の1984年は、新人ながら主に左翼手として25試合に先発出場、打率.280の好成績を記録した。しかし翌1985年春に肩を故障し、出場機会が減少。1989年に復活し、外野手の準レギュラーとして起用されるが、1990年限りで現役を引退。
引退後は、軟式野球のRBA日本不動産野球連盟所属の扶桑レクセルの監督兼選手としてチームを牽引した。2011年より5年間、江東区少年野球選抜チームの総監督を務めた。
2016年の学生野球資格回復研修を受講したうえで、翌2017年2月7日に日本学生野球協会より学生野球資格回復の適性認定を受けたことにより、学生野球選手への指導が可能となった。
2017年4月より明聖高等学校の野球部監督に就任。その後は、江東リトルシニアの監督。

## 詳細情報

### 年度別打撃成績
| 年 度     | 球 団     | 試 合 | 打 席 | 打 数 | 得 点 | 安 打 | 二 塁 打 | 三 塁 打 | 本 塁 打 | 塁 打 | 打 点 | 盗 塁 | 盗 塁 死 | 犠 打 | 犠 飛 | 四 球 | 敬 遠 | 死 球 | 三 振 | 併 殺 打 | 打 率 | 出 塁 率 | 長 打 率 | O P S |
| --------- | --------- | ----- | ----- | ----- | ----- | ----- | -------- | -------- | -------- | ----- | ----- | ----- | -------- | ----- | ----- | ----- | ----- | ----- | ----- | -------- | ----- | -------- | -------- | ----- |
| 1984      | ロッテ    | 55    | 118   | 107   | 20    | 30    | 4        | 1        | 2        | 42    | 10    | 3     | 4        | 2     | 0     | 8     | 0     | 1     | 19    | 2        | .280  | .336     | .392     | .987  |
| 1985      | ロッテ    | 34    | 49    | 41    | 6     | 7     | 0        | 0        | 0        | 7     | 2     | 0     | 0        | 1     | 0     | 7     | 0     | 0     | 8     | 1        | .171  | .292     | .171     | .462  |
| 1988      | ロッテ    | 2     | 6     | 6     | 1     | 4     | 0        | 0        | 1        | 7     | 2     | 0     | 0        | 0     | 0     | 0     | 0     | 0     | 0     | 0        | .667  | .667     | 1.167    | 1.833 |
| 1989      | ロッテ    | 30    | 71    | 67    | 10    | 13    | 0        | 0        | 3        | 22    | 10    | 0     | 0        | 1     | 0     | 3     | 0     | 0     | 20    | 0        | .194  | .229     | .328     | .557  |
| 1990      | ロッテ    | 29    | 66    | 51    | 8     | 13    | 2        | 1        | 0        | 17    | 5     | 1     | 0        | 2     | 0     | 13    | 0     | 0     | 14    | 0        | .255  | .406     | .333     | .740  |
| 通算：5年 | 通算：5年 | 150   | 310   | 272   | 45    | 67    | 6        | 2        | 6        | 95    | 29    | 4     | 4        | 6     | 0     | 31    | 0     | 1     | 61    | 3        | .246  | .326     | .349     | .675  |

### 記録
- 初出場：1984年6月19日、対近鉄バファローズ16回戦（藤井寺球場）、7回裏に有藤道世に代わり右翼手として出場
- 初先発出場：1984年6月27日、対西武ライオンズ11回戦（平和台球場）、1番・左翼手として先発出場
- 初安打：1984年6月30日、対阪急ブレーブス15回戦（阪急西宮球場）、8回表に小林敦美から
- 初盗塁：1984年7月1日、対阪急ブレーブス16回戦（阪急西宮球場）、5回表に二盗（投手：谷良治、捕手：中沢伸二）
- 初打点：1984年8月12日、対西武ライオンズ16回戦（札幌市円山球場）、5回裏に東尾修から適時打
- 初本塁打：1984年9月17日、対日本ハムファイターズ23回戦（後楽園球場）、3回表に田中富生から先制ソロ

### 背番号
- 48 （1984年 - 1990年）